# Persis Solo
El Persis Solo es un equipo de fútbol de Indonesia que juega en la Liga 1 de Indonesia, la primera división nacional.

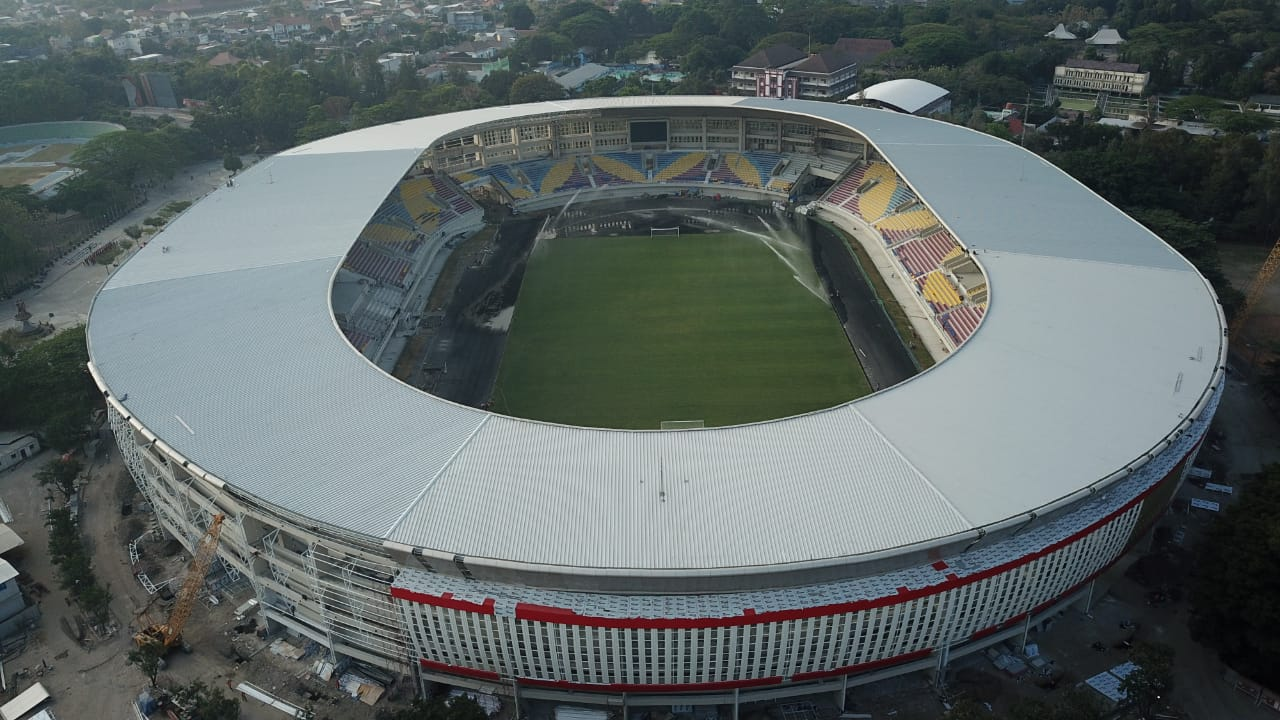
El Estadio Manahan.

## Historia
Fue fundado el 2 de noviembre de 1923 en la ciudad de Solo de la provincia de Java Central con el nombre Vorstenlandschen Voetbal Bond (VVB) con el fin de darle un equipo de fútbol a la ciudad. A causa de el juramento de la juventud del 28 de octubre de 1928 deciden cabiar su nombre por el de Persis Solo como manera de dar tributo a los valores y unidad de la juventud.
El 19 de abril de 1930 fueron uno de los equipos fundadores de la asociación de Fútbol de Indonesia junto a los equipos Bandoengsche Indonesische Voetbal Bond (Persib Bandung), Indonesische Voetbal Bond Magelang (PPSM Magelang), Madioensche Voetbal Bond (PSM Madiun), United Sepakraga Mataram (PSIM Yogyakarta), Soerabajasche Indonesische Voetbal Bond (Persebaya Surabaya), and Voetbalbond Indonesische Jacarta (Persija Jakarta). El club al inicio solo era conocido por los pobladores locales y su grupo de aficionados conocido como Pasoepati era conocido por aparte a pesar de haber sido campeones de la Perserikatan en siete ocasiones, pero tras la profesionalización de fútbol nacional en los años 1990 solo pudieron llegar a la Liga Indonesia en 2006.
Luego de esa breve aparición en primera división, el club pasó a ser más conocido por la producción de jugadores que en algunos casos llegaron a la selección nacional, y para 2022 logran el ascenso a la Liga 1 de Indonesia por primera vez.

## Rivalidades
El club actualmente cuenta con tres rivalidades:
- Con el PSIM Yogyakarta en el Derby de Mataram, la cual inicío por los respectivos grupos de aficionados, Los Pasoepati del Persis y los Brajamusti del PSIM.
- Con el PSIS Semarang en el Derby de Java Central debido a que ambos equipos son de la provincia de Java Central.
- Con el PSCS Cilacap en el Derby del Sur de Java Central por estar ubicados al sur de la provincia de Java Central.

## Logros
- Perserikatan: 7

1935, 1936, 1939, 1940, 1941, 1942, 1943
- Liga 2 de Indonesia: 1

2021/22